# Campeonato Mundial de Atletismo de 2019 - 50 km marcha atlética feminina
A competição da marcha atlética feminina 50 km no Campeonato Mundial de Atletismo de 2019 foi realizada em Doha, no Catar, no dia 28 de setembro.

## Recordes
Antes da competição, os recordes eram os seguintes: 
| Recorde mundial                               | Liu Hong (CHN)             | 3:59:15 | Huangshan, China               | 9 de março de 2019      |
| Recorde do campeonato                         | Inês Henriques (POR)       | 4:05:56 | Londres, Grã Bretanha          | 13 de agosto de 2017    |
| Recorde do ano                                | Klavdiya Afanasyeva (RUS)  | 3:57:08 | Tcheboksary, Rússia            | 15 de junho de 2019     |
| Recorde da África                             | Natalie le Roux (RSA)      | 4:48:00 | Taicang, China                 | 5 de janeiro de 2018    |
| Recorde da Ásia                               | Liu Hong (CHN)             | 3:59:15 | Huangshan, China               | 15 de janeiro de 2017   |
| Recorde da América do Norte, Central e Caribe | Mirna Ortiz (GUA)          | 4:13:56 | Cidade da Guatemala, Guatemala | 24 de fevereiro de 2019 |
| Recorde da América do Sul                     | Johana Ordóñez (ECU)       | 4:11:12 | Lima, Peru                     | 11 de agosto de 2019    |
| Recorde da Europa                             | Eleonora Anna Giorgi (ITA) | 4:04:50 | Alytus, Lituânia               | 15 de janeiro de 2017   |
| Recorde da Oceania                            | Claire Tallent (AUS)       | 4:09:33 | Taicang, China                 | 5 de maio de 2018       |

## Medalhistas
| Ouro            | Prata           | Bronze                |
| Liang Rui (CHN) | Li Maocuo (CHN) | Eleonora Giorgi (ITA) |

## Tempo de qualificação
| Tempo de qualificação |
| --------------------- |
| 4:30:00               |

## Calendário
| Data                   | Horário | Fase  |
| ---------------------- | ------- | ----- |
| 28 de setembro de 2019 | 23:30   | Final |

Todos os horários estão no horário local (UTC+3)

## Resultado final
A final ocorreu dia 28 de setembro às 23:30. 
| Pos.              | Atleta                  | Nacionalidade  | Tempo   | Notas |
| ----------------- | ----------------------- | -------------- | ------- | ----- |
| Medalha de ouro   | Liang Rui               | China          | 4:23:26 |       |
| Medalha de prata  | Li Maocuo               | China          | 4:26:40 |       |
| Medalha de bronze | Eleonora Giorgi         | Itália         | 4:29:13 |       |
| 4                 | Olena Sobchuk           | Ucrânia        | 4:33:38 |       |
| 5                 | Ma Faying               | China          | 4:34:56 |       |
| 6                 | Khrystyna Yudkina       | Ucrânia        | 4:36:00 |       |
| 7                 | Magaly Bonilla          | Equador        | 4:37:03 |       |
| 8                 | Júlia Takács            | Espanha        | 4:38:20 |       |
| 9                 | Paola Pérez             | Equador        | 4:38:54 |       |
| 10                | Mar Juárez              | Espanha        | 4:39:28 |       |
| 11                | Masumi Fuchise          | Japão          | 4:41:02 |       |
| 12                | Nastassia Yatsevich     | Bielorrússia   | 4:44:01 |       |
| 13                | Nadzeya Darazhuk        | Bielorrússia   | 4:47:26 |       |
| 14                | Angeliki Makri          | Grécia         | 4:54:09 |       |
| 15                | Mara Ribeiro            | Portugal       | 4:58:44 |       |
| 16                | Elianay Pereira         | Brasil         | 5:11:26 |       |
| 17                | Katie Burnett           | Estados Unidos | 5:23:05 |       |
| 18                | Mariavittoria Becchetti | Itália         | DNF     | DNF   |
| 18                | Nicole Colombi          | Itália         | DNF     | DNF   |
| 18                | Mária Czaková           | Eslováquia     | DNF     | DNF   |
| 18                | Inês Henriques          | Portugal       | DNF     | DNF   |
| 18                | Valentyna Myronchuk     | Ucrânia        | DNF     | DNF   |
| 18                | Ivana Renić             | Croácia        | DNF     | DNF   |
| 18                | Tiia Kuikka             | Finlândia      | DNS     | DNS   |

Legenda
| Recorde mundial       | Recorde mundial (World record)               |                       | Recorde africano                      | Recorde africano (African) |                                           | Q | Classificado por posição (Qualified) |
| Recorde do campeonato | Recorde do campeonato (Championship record)  | Recorde da América    | Recorde da América (Americas)         | q                          | Classificado por melhor tempo (Qualified) |   |                                      |
| Melhor marca do ano   | Melhor marca do ano (World leading)          | Recorde asiático      | Recorde asiático (Asian)              | DNS                        | Não largou (Did not start)                |   |                                      |
| Recorde nacional      | Recorde nacional (National record)           | Recorde europeu       | Recorde europeu (European)            | DNF                        | Não terminou (Did not finish)             |   |                                      |
| Recorde pessoal       | Recorde pessoal do atleta (Personal best)    | Recorde da Oceania    | Recorde da Oceania (Oceania)          | DSQ / DQ                   | Desclassificado (Disqualified)            |   |                                      |
| Recorde da temporada  | Recorde da temporada do atleta (Season best) | Recorde sul-americano | Recorde sul-americano (South America) | NM                         | Sem marca (No mark)                       |   |                                      |